# Most Podgórski w Krakowie
Most Podgórski (oficjalnie: most cesarza Franciszka Józefa I) – most w Krakowie nad rzeką Wisłą, który funkcjonował w latach 1850–1925. Łączył krakowski Kazimierz z miastem Podgórze (obecnie będącym dzielnicą Krakowa) u wylotu dzisiejszych ulic Mostowej i K. Brodzińskiego.

## Historia
W miejscu późniejszego Mostu Podgórskiego istniała od dawna przeprawa w postaci brodu przez tak zwaną Zakazimierkę – odnogę Starej Wisły, która odbierając część wód ułatwiała przeprawę przez bród. Pierwszy most powstał w tym miejscu w 1335, a więc dopiero po lokacji Kazimierza. Dokumenty historyczne świadczą także o istnieniu w tym miejscu drewnianego mostu spalonego przez Szwedów w roku 1655 (podczas potopu szwedzkiego). Został on wówczas zastąpiony mostem pływającym zakotwiczonym na wysokości dzisiejszej ul. Staromostowej. Według opisu z 1791 roku był „zbudowany z luźnych, wzajemnie połączonych, pływających na wodzie belek. [...] Kiedy rusza kra, usuwa się most, a drogę przygotowuje się przez rozsypywanie na lodzie słomy i polewanie jej wodą. Kiedy ma przejeżdżać statek, otwiera się szybko kilka odcinków mostu”.
Most Podgórski o konstrukcji drewnianej z kamiennymi filarami wzniesiono w latach 1844–1850. Podczas budowy skorzystano z maszyny parowej sprowadzonej z Gliwic, co wówczas uchodziło za rzecz niezwykłą i absolutną nowość. Z inicjatywą budowy mostu wystąpił Senat Wolnego Miasta Krakowa, jednak inwestycję ukończono po ponownym włączeniu Krakowa do Austrii. Projektantem był inż. Tomasz Kutschera.
Most łączył dzisiejsze ulice Mostową i Brodzińskiego, a tym samym Plac Wolnica z Rynkiem Podgórskim, umożliwiając sprawny ruch pieszy i kołowy między Krakowem a Podgórzem. W XIX wieku był najważniejszym mostem w okolicy. W 1901 doprowadzono do niego pierwszą w Krakowie linię tramwaju elektrycznego. Przed wybuchem I wojny światowej most był w złym stanie technicznym, a zbyt gęsto rozmieszczone filary utrudniały żeglugę po Wiśle – noszono się zatem z zamiarem jego rozbiórki. Został ostatecznie rozebrany w 1925 i do czasu wybudowania mostu Józefa Piłsudskiego zastąpiony kładką drewnianą, za przejście po której pobierano opłaty.
Jedyną pozostałością po Moście Podgórskim są znajdujące się po obu stronach Wisły murowane przyczółki. Opiera się na nich kładka pieszo-rowerowa im. ojca Bernatka, którą wybudowano w latach 2009-2010. Pozostałości po moście stanowią jeden z obiektów na trasie Krakowskiego Szlaku Techniki utworzonego 6 kwietnia 2006.

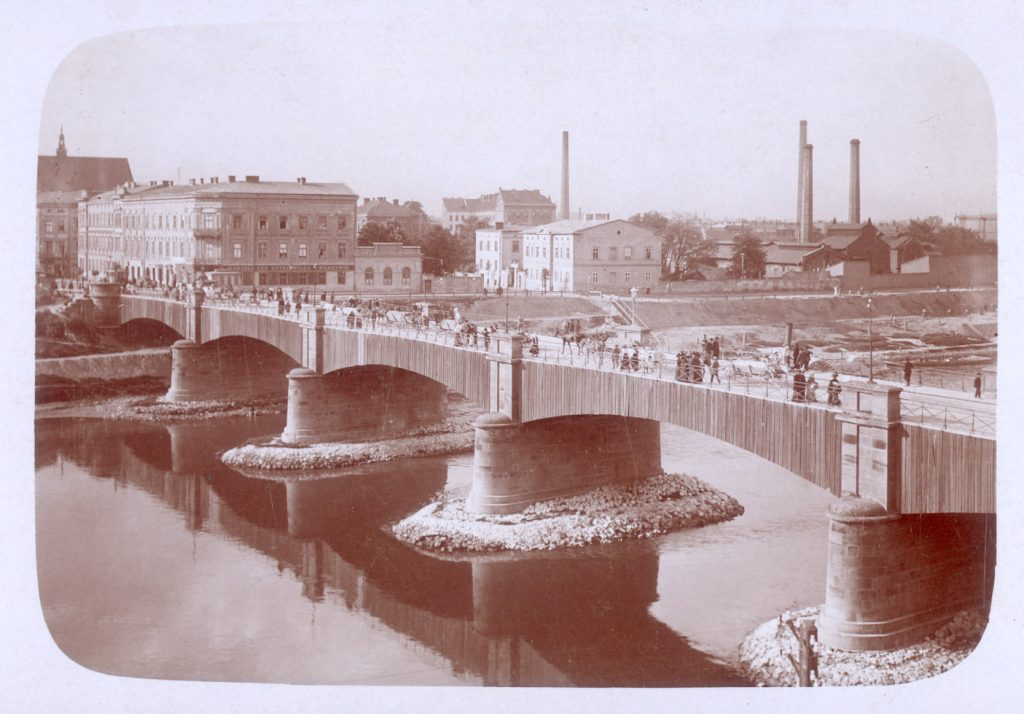
Most Podgórski w Krakowie w 1911 r.
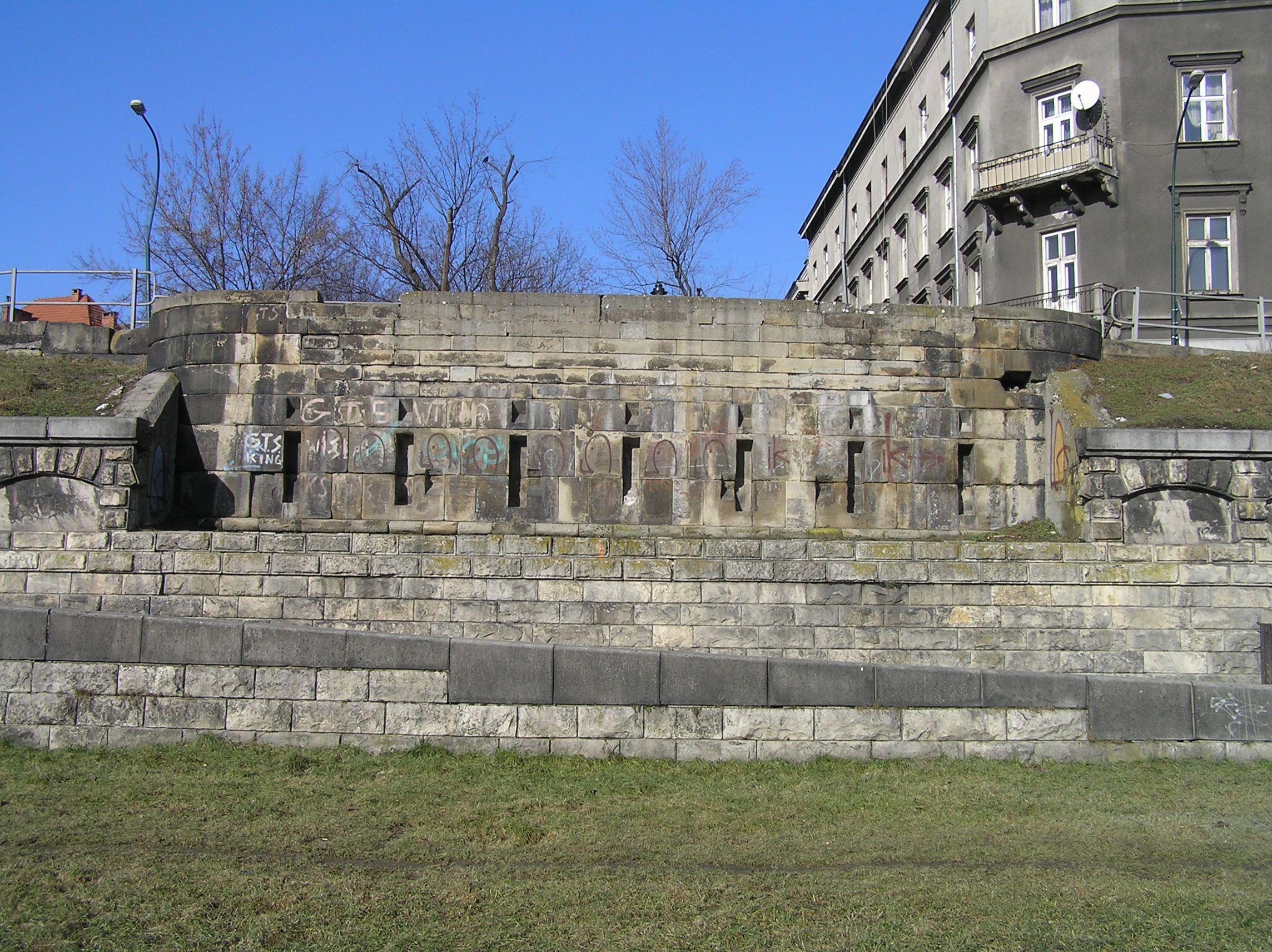
zachowany przyczółek mostu przed budową kładki ojca Bernatka (2008)